# Wierzbna (województwo dolnośląskie)
Wierzbna (niem. Würben) – wieś w Polsce położona w województwie dolnośląskim, w powiecie świdnickim, w gminie Żarów.

## Podział administracyjny
W latach 1975–1998 miejscowość należała administracyjnie do województwa wałbrzyskiego.

## Historia
Najstarsza wzmianka o wsi pochodzi z dokumentu Henryka Brodatego z roku 1209 wystawionego dla opata klasztoru Panny Marii na Piasku – Witosława. Wymienieni są w nim najstarsi właściciele wsi: łac. comes Stephanus de Wirbna oraz comes Johannes de Wirbno et frater eius Nicolaus. Według obecnego stanu badań gród istniał już w XII w., ewentualnie na przełomie XII i XIII w., stąd zgodnie z dokumentem z roku 1209 identyfikuje się go z najstarszą siedzibą rodu panów z Wierzbna. Do rodziny należeli kolejno: Stefan zwany Starym (zm. 1241), Jan (1243–1266), Andrzej (1272–1307), bp wrocławski Henryk (zm. 1319). Wierzbnowie utracili wieś ok. poł. XIV w. W 1366 wzmiankowany był niejaki Konrad von Rohnau. W 1403 doszło do sprzedaży wsi cystersom z Krzeszowa przez Hansa von Rohnau.
Od 1859 do 1945 Wierzbna była własnością potomków księcia Augusta Hohenzollerna z jego związku z Karoliną Fryderyką Wichmann, nobilitowanej jako baronowa von Waldenburg.

## Zabytki
Do wojewódzkiego rejestru zabytków wpisane są:
- kościół par. pw. Wniebowzięcia Najświętszej Marii Panny, romański z pierwszej połowy XIII w. Pierwsza wzmianka o kościele pochodzi z 1283 r. Stylistycznie datowany jest na około 1230 rok. Przebudowany w końcu XVII wieku.
- zespół pałacowy:
  - pałac, barokowy z drugiej połowy XVIII w., przebudowany pod koniec XIX w.; przeprowadzone w latach 1999–2000 badania archeologiczne wykazały, że w XIII w. w pobliżu kościoła stała murowana budowla. Mogła to być pierwotna rezydencja. Zniszczona została na przełomie XIII i XIV w. W pierwszej połowie XV w. niemal na tym samym miejscu powstała kolejna budowla. W początkach XVI w. doszło do przebudowy obiektu. Po utworzeniu w 1683 r. dwór przebudowano na okazałą rezydencję. W wyniku dodania do starego dworu dwóch skrzydeł powstało założenie pałacowe o kształcie podkowy. Około 1893 r. nastąpiła przebudowa pałacu w celu nadania mu odpowiedniego dla epoki standardu mieszkalnego. Po zakończeniu II wojny światowej majątek i pałac zajęła Armia Czerwona. Budynek pałacowy został wtedy zdewastowany. Po przejęciu dóbr podworskich przez PGR, pałac nie został zagospodarowany i w szybkim tempie niszczał. Od kompletnej ruiny uchroniła go decyzja o przekształceniu budowli na cele mieszkalne. W latach 60. XX wieku przeprowadzono pobieżny remont, w trakcie którego dokonano szeregu zmian w rozplanowaniu wnętrz. Nie powstrzymało to procesu degradacji budowli, która na przełomie wieków była już tylko zamieszkałą ruiną. Zimą 2002 r. kompleks pałacowo-parkowy nabyła Fundacja Zamek Chudów. W krótkim czasie zabezpieczyła zespół pałacowy ogradzając jego obszar oraz uporządkowała park, który pozostał ogólnodostępny
  - park, z drugiej połowy XVII w., XIX w.
  - ogrodzenie – mur z bramą, z drugiej połowy XVII w.
  - folwark – teren, z 1870 r.